# Marco Opazo
Marco Aurelio Opazo Castillo (* 27. April 1963) ist ein ehemaliger chilenischer Fußballspieler. Der Außenverteidiger absolvierte drei Länderspiele für die Nationalmannschaft.

## Karriere

### Verein
Marco Opazo, auch Chacota genannt, begann seine Profikarriere 1980 beim CD Palestino. Bei den Arabes lief der Abwehrspieler bis 1989 auf und gehört zu den fünf Spielern mit den meisten Einsätzen für den Klub. Größte Erfolge waren das Erreichen der Copa Polla Gol 1985 und die Vizemeisterschaft 1986. Nach seiner Zeit in der Hauptstadt spielte Chacota 1991 bei Deportes Linares, von 1992 bis 1994 bei Deportes Iquique und anschließend bis 1997 bei Deportes Antofagasta. Beim Hafenstadtklub im Norden beendete Opazo seine Profikarriere.

### Nationalmannschaft
Marco Opazo debütierte im August 1983 unter Trainer Luis Ibarra für die chilenische Nationalelf beim Freundschaftsspiel gegen Paraguay. Nach rund fünf Jahren absolvierte der Linksverteidiger zwei weitere Freundschaftsspiele gegen die USA.

## Verschwinden
Am 19. März 2022 verließ Opazo seine Wohnung in Lampa mit unbekannten Ziel. Laut GPS-Signal nahm er am Hauptbahnhof von Santiago einen Bus Richtung Valparaíso. Seine Spur verliert sich auf der Ruta 68. Seitdem gibt es keinerlei Hinweise auf den früheren Nationalspieler.